# Chlorocoma paraphylla
Chlorocoma paraphylla là một loài bướm đêm trong họ Geometridae.